# Carol Urzúa
Carol Miguel Ángel Urzúa Ibáñez (Parral, 7 de febrero de 1926-Santiago, 30 de agosto de 1983) fue un militar chileno asesinado por el MIR. Durante la dictadura militar se desempeñó como intendente de Antofagasta y de Santiago.

## Familia
Fue hijo de Miguel Ángel Urzúa Ravanal y Margarita Ibáñez Meza. En 1964 se casó con María Eliana Scheggia Sánchez, con quien tuvo dos hijos, Carol y Verónica.

## Carrera militar
Hizo sus estudios primarios y secundarios en el Instituto San Martín de Curicó, de la Congregación de los Hermanos Maristas. Ingresó en 1941 a la Escuela Militar, de la cual egresó en 1944 como Oficial del Arma de Ingenieros. Durante su carrera cumplió destinaciones en el país y también en el extranjero.
En 1973 fue nombrado Comandante de Ingenieros del Ejército y Jefe del Cuerpo Militar del Trabajo, además de Comandante Interino de Infraestructura.
Entre 1975 y 1976 fue intendente de la II Región.
Ascendió a General de División en 1980. Tras su retiro ese mismo año, se le nombró Intendente de la Región Metropolitana de Santiago.

## Atentado

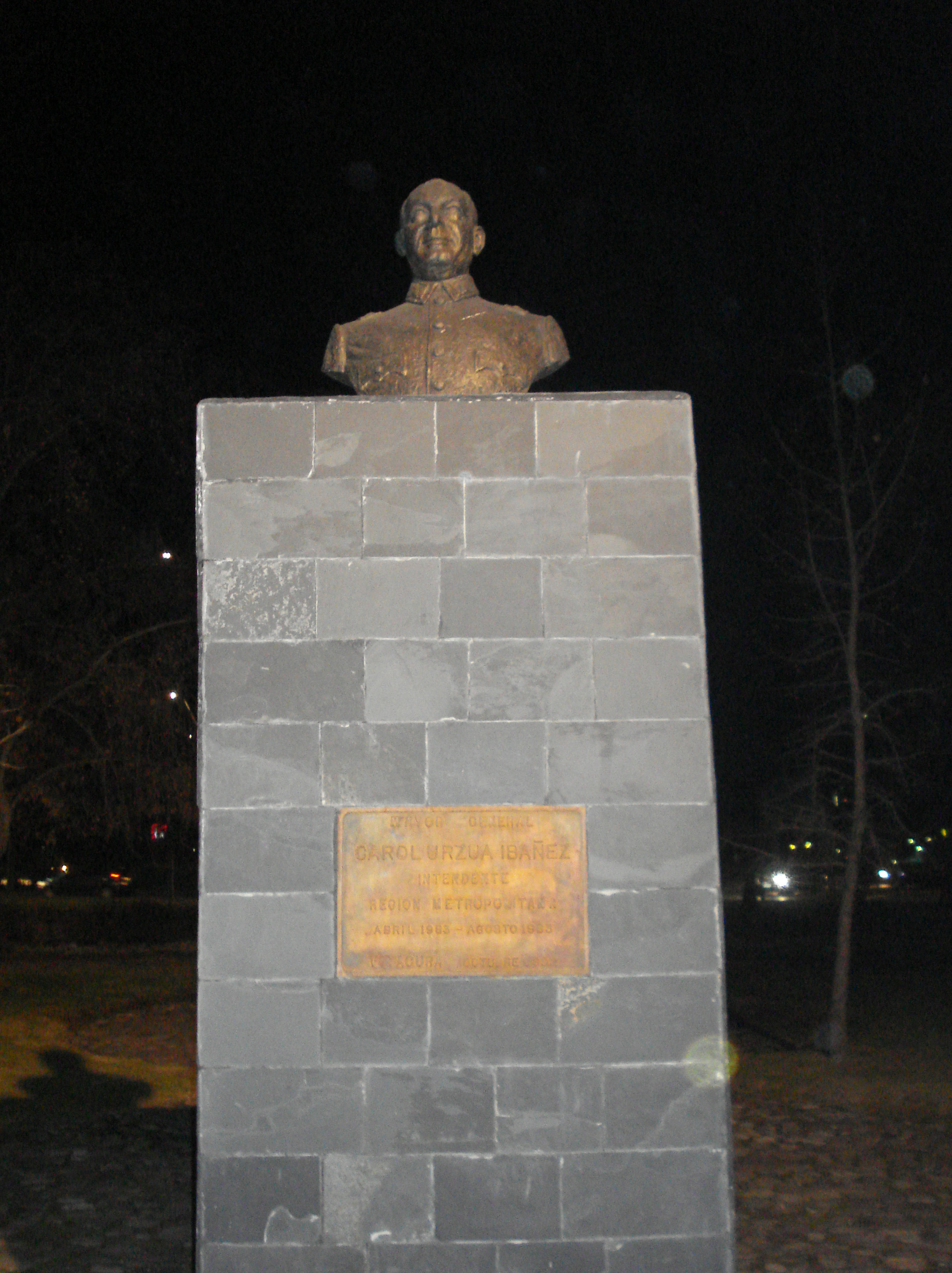
Monumento a Carol Urzúa en Vitacura.

El 30 de agosto de 1983, por la mañana,  Urzúa salió de su domicilio en su automóvil marca Datsun Laurel, conducido por el cabo 2.º del Ejército José Aguayo Franco y acompañado por su escolta, el cabo 1.º del Ejército Carlos Riveros Bequiarelli.
El vehículo fue víctima de un atentado perpetrado por miembros del Movimiento de Izquierda Revolucionaria (MIR), recibiendo un total de 62 impactos de bala. Tanto Urzúa como Riveros fallecieron en el momento. En tanto, Aguayo escapó arrastrándose del vehículo, pero fue descubierto y ejecutado en el lugar.

## Homenajes
El nombre de Carol Urzúa se conmemora en varias calles de Chile, incluyendo aquella en la que fue atacado (llamada anteriormente "La Cordillera"), una rotonda en la comuna de Vitacura, poblaciones de diversas comunas de Chile y edificios públicos como consultorios de salud y escuelas. En 1976 fue declarado «hijo ilustre» y distinguido con el Ancla de Oro de Antofagasta.
Su nombre fue incluido en el Memorial del Detenido Desaparecido y del Ejecutado Político del Cementerio General de Santiago, pero fue borrado por integrantes del Movimiento Patriótico Manuel Rodríguez.